# Hugh Thompson, Jr.
Pour les articles homonymes, voir Thompson.
Hugh Clowers Thompson, Jr., né le 15 avril 1943 à Atlanta en Géorgie et mort le 6 janvier 2006 à Alexandria en Louisiane, est un sous-officier de l'armée de États-Unis, pilote d'hélicoptère pendant la guerre du Viêt Nam.

## Biographie
À la découverte du massacre de Mỹ Lai perpétré par les Américains, lui et ses coéquipiers (Glenn Andreotta et Lawrence Colburn) parviennent à freiner ce massacre en menaçant les soldats américains avec leur hélicoptère. Pour cet acte, il reçoit, en 1998, la Soldier's Medal et, en 1999, le Peace Abbey Courage of Conscience Award. Il témoignera également contre les auteurs du massacre.

## Sources
- (de) Cet article est partiellement ou en totalité issu de l’article de Wikipédia en allemand intitulé « Hugh Thompson junior » (voir la liste des auteurs).
- The Heroes of My Lai